# 豹属杂交种

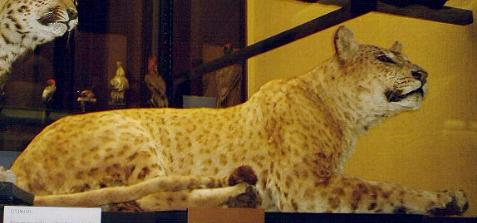
一只美洲豹与狮子的杂交种（Jaglion）标本

豹属杂交种是指豹属（Panthera）的四个物种狮（P. leo）、美洲豹（P. onca）、豹（P. pardus）与虎（P. tigris）之间相互杂交产下的杂交种。

## 豹属杂交种列表

### 一代杂交种
|        | 狮       | 虎       | 美洲豹   | 豹       |
| ------ | -------- | -------- | -------- | -------- |
| 狮     | 狮       | 狮虎     | 狮美洲豹 | 狮豹     |
| 虎     | 虎狮     | 虎       | 虎美洲豹 | 虎豹     |
| 美洲豹 | 美洲豹狮 | 美洲豹虎 | 美洲豹   | 美洲豹豹 |
| 豹     | 豹狮     | 豹虎     | 豹美洲豹 | 豹       |

### 二代杂交种
|        | 狮虎        | 虎狮        | 美洲豹豹        | 豹美洲豹        | 狮美洲豹        |
| ------ | ----------- | ----------- | --------------- | --------------- | --------------- |
| 狮     | 狮狮虎      | 狮虎狮      | 狮-美洲豹豹     | 狮-豹美洲豹     | 狮狮美洲豹      |
| 虎     | 虎狮虎      | 虎虎狮      | 虎-美洲豹豹     | 虎-豹美洲豹     | 虎-狮美洲豹     |
| 美洲豹 | 美洲豹-狮虎 | 美洲豹-虎狮 | 美洲豹-美洲豹豹 | 美洲豹-豹美洲豹 | 美洲豹-狮美洲豹 |
| 豹     | 豹狮虎      | 豹虎狮      | 豹-美洲豹豹     | 豹-豹美洲豹     | 豹-狮美洲豹     |
| 豹狮   | —           | —           | —               | —               | 豹狮-狮美洲豹   |

## 美洲豹和豹之间的杂交种
美洲豹豹为雄美洲豹与雌豹的杂交种。在芝加哥某间动物园有只带有玫瑰形斑的雌性美洲豹豹被繁育出来。而出生在萨尔茨堡海布伦动物园的美洲豹和花豹杂交种被描述为美洲豹豹，这符合通常的复合命名规则。
豹美洲豹为雄豹与雌美洲豹的杂交种，许多豹美洲豹被驯服来作为在马戏团的表演动物，它们比美洲豹更容易驯服。在（西班牙）Barnabos动物园，一只雌美洲豹为一只雄黑豹产下两只豹美洲豹幼崽；其中一只像母亲，但颜色有些暗淡，另一只是黑色的并带有母亲的玫瑰形斑纹。因为黑化现象在豹里是隐性的，所以这两只豹美洲豹可能遗传自父亲的隐性基因或其母亲也可能携带此隐性基因。
雌性的美洲豹豹与豹美洲豹是可生育的。当其中一种与雄狮交配时，所生产出来的后代被统称为狮-美洲豹（当然也可区别开来）。第一只狮-美洲豹于1900年代以“刚果斑点狮”的名字所展出，以暗示其为野生杂交种。

## 美洲豹与狮之间的杂交种
美洲豹狮为雄美洲豹与雌狮的杂交种。第一个美洲豹狮的标本于英国赫特福德郡沃尔特·罗斯柴尔德动物博物馆中展出。这个标本的特征有狮子的体色、接近美洲豹的褐色斑纹以及像美洲豹的较粗壮的体格。2006年4月9日，有两只美洲豹狮在加拿大安大略省巴里市（多伦多以北）的贝尔克里克野生动物园中出生。这些一雌一雄的小美洲豹狮分别名为“Jahzara”与“Tsunami”，它们的父亲是一只名为“Diablo”的黑化美洲豹；而母亲是则是一只名为“Lola”的雌狮。“Tsunami”身上带有斑点；而“Jahzara”则是全身黑色，因为“Jahzara”遗传了其父亲“Diablo”的黑化基因。
狮美洲豹为雄狮与雌美洲豹之间的杂交种。当一只雄豹与一只雌狮美洲豹交配所产下来的后代则会被称为豹-狮美洲豹。

## 美洲豹与虎之间的杂交种
在San Pablo Apetatlan市（位于墨西哥，靠近特拉斯卡拉州）的高原动物园里，一只雄性西伯利亚虎和一只来自恰帕斯雨林南部的雌性美洲豹交配生下了一只名为“Mickey”的雄虎美洲豹。“Mickey”在400平方米的栖息地展出，到2009年6月，“Mickey”两岁时被检查出有180公斤（397磅）重。
目前还没有健康个体的美洲豹虎被培育出来。

## 豹与狮之间的杂交种
狮豹为雄狮与雌豹之间的杂交种，有时被称为反转豹狮，因为大小的差异使雄狮很难与雌豹交配。在1951年，有一只狮豹在维也纳的美泉宫动物园出生。其父亲是一只两岁大、250公斤重、肩高1.08米、1.8米长（包括尾巴）的狮子。而母亲则是一只3岁半、只有38公斤重的豹。有一只雌性狮豹在92—93天的妊娠期后于1982年8月26或27日晚出生。由于它的母亲为它过度清洁它而导致不小心咬掉了小狮豹的尾巴。这只狮豹是人工养大的。它的双亲在1982年12月再次交配，而且其母亲又有再次怀孕的迹象，但是其父亲一直与其母亲交配而被迫分开。又有另一只狮豹在意大利佛罗伦萨出生（但是经常被误认成豹狮）。它是由从罗马动物园得到的一只雄狮和母豹在靠近佛罗伦萨的一家造纸厂的地面上生下的。它的主人拥有两只老虎、两只狮子和一只母豹作为宠物，并不打算让它们繁育。但是却有狮豹诞生了，而让它的主人把它误认成一只有斑点的流浪猫。这只小狮豹有小狮一般所拥有大头、较缩进的脑袋、淡黄色的毛发和较密集的斑点。在它五个月大时它的主人卖了它并着手繁育更多地杂交后代。
豹狮为雄豹与雌狮之间的杂交种。豹狮的头部接近狮，但身体部分较接近豹。豹狮非常地稀有。雄豹狮是可生育的，而雌狮美洲豹也是可生育的，当这两种杂交种交配所产下的后代被称为豹狮-狮美洲豹。

## 豹与虎之间的杂交种
“Dogla”是指雄豹与雌虎的野外杂交种，或意指异常斑纹的豹。雄豹与雌虎的杂交种的学术名称为豹虎。传闻在印度有雄豹与雌虎杂交的证据。而假想的杂种也被当地猎人称为“Dogla”。印度民间也存在大型雄豹与雌虎交配的传说。在20世纪初，有着所谓“Dogla”的报告。许多报道指出大型的豹可能在腹部、肩部有条纹，以及有着类似虎的身躯。其中一份报告说：“在研究它时,我发现这是一只年纪非常老的杂交种。它的头和尾巴纯粹地像黑豹（印度豹），但是身体、肩部和围脖则像虎。而身上的式样则是玫瑰花结与条纹的组合；条纹宽而长，是黑色的，有点模糊但会形成接近分裂的花环。头部也有斑点。这些条纹覆盖在花环斑上。”这个杂交种的皮肤或许被保存过，但是已经丢失了。理论上它应该比豹大，虽是雄性，但也有雌性化的特点，所以它可能是不育的雄性杂交种。由Nicholas Courtney编辑的《老虎，自由的象征》中提到过：“野外有一个雄豹与雌虎交配的难得报告。甚至也有长有玫瑰花斑的记录；而老虎条纹在身体是最突出的。这只杂交种是雄性的，根据测量而得知它有超过8英尺（2.44米）长。”这篇文章同时也是与Hicks的叙述报告一样。
K Sankhala的书《老虎》中提到，麻烦的豹被称为“adhabaghera”，意指“混蛋”，并认为反向杂交（虎豹）不可能在野外出现，因为雄虎可能会把雌豹吃掉。Sankhala提到曾注意到当地人的信仰中有雄豹与雌虎的自然杂交种。
1951年名为《哺乳类杂交种》的书中提过虎与豹之间是不育的，雌豹会流产出像核桃大小一样的胚胎。虎豹为雄虎与雌豹之间的杂交种。目前得知的记录为两只死胎。在1900年，Carl Hagenback让一只雌豹与一只雄性孟加拉虎交配。而流产出来的死胎有着玫瑰斑、斑点、条纹的混合式样。而Henry Scherren写到：“一只来自槟城（马来西亚州属）的雄虎与两只雌豹交配，两者兼交配成功。细节并未给出且故事的结论有点矛盾。其中一只的雌豹流产了，流产出来的死胎像小老鼠一样大；而另一只却未提起。”

## 狮与虎之间的杂交种
狮虎为雄狮与雌虎之间的杂交种。它就像有着扩散条纹的大型狮子。之所以狮虎非常巨大是因为雄狮具有生長促進基因，而雌狮具有生长控制基因；雄虎沒有生長促進基因，而雌虎也没有生长控制基因。狮虎是最大的猫科杂交种。
虎狮为雄虎与雌狮之间的杂交种，虎狮比其反向杂交——狮虎更罕见，但在19世纪末至20世纪初，虎狮原本比狮虎多见。虎狮和父母的體型相當，並沒有顯著小於父母的問題，但明顯小於獅虎，因为雄虎不具生長促進基因，而雌狮具有生长控制基因。
狮狮虎为雄狮与雌狮虎之间的杂交种，目前被记录的狮狮虎名为“Kiara”。